# Grootbloemige thunbergia
De grootbloemige thunbergia (Thunbergia grandiflora) is een plant uit de familie Acanthaceae. Het is een tot 30 m lange, windende klimplant met kantige loten, die op den duur verhouten. Het is een plant die via uitlopers in korte tijd grote gebieden kan overwoekeren. De tegenoverstaande bladeren zijn eirond tot hartvormig, toegespitst, vooral bij de bladvoet getand of gelobd en 7-20 x 3-18 cm breed. Vanuit de meestal hartvormige bladvoet stralen vijf tot zeven nerven uit.
De plant bloeit het hele jaar. De bloemen groeien alleenstaand in de oksels van kleine bladeren of in hangende, tot 2 m lange trossen. Het zijn grote, hemelsblauwe tot lichtviolette bloemen met een geel centrum. De kelk is bijna gaafrandig en wordt omsloten door twee, vergroeide, 2-4 cm lange, lichtgroene schutblad met donkere stipjes. De kroonbuis is iets scheef en is 3-8 cm lang. De bloemkroon is 5-10 cm breed en bestaat uit vijf slippen. De beide bovenste slippen zijn iets overlappend en de onderste slip is in het midden opgewelfd. In het midden van de bloem zitten vier meeldraden, waarvan de helmknoppen 3 mm lange, naar achteren gerichte sporen hebben. De vruchten zijn 1-2 cm grote, bolvormige doosvruchten met een tot 2 cm lange snavel.
De grootbloemige thunbergia komt van nature voor van Sikkim in India tot Thailand en Zuid-China. De soort wordt veel als sierplant in parken aangeplant en komt ook verwilderd voor.
... · 
T. adenocalyx · 
T. alata (Suzanne-met-de-mooie-ogen) · 
T. amoena · 
T. anatina · 
T. angolensis · 
T. angulata · 
T. annua · 
T. armipotens · 
T. arnhemica · 
T. atacorensis · 
T. atriplicifolia · 
T. austromontana · 
T. bancana · 
T. barbata · 
T. batjanensis · 
T. battiscombei · 
T. benguettensis · 
T. bianoensis · 
T. bicolor · 
T. bogoroensis · 
T. brachypoda · 
T. brachytyla · 
T. buennemeyeri · 
T. capensis · 
T. chrysops · 
T. clarkei · 
T. coccinea · 
T. colpifera · 
T. crispa · 
T. dasychlamys · 
T. dregeana · 
T. eberhardtii · 
T. erecta · 
T. erythreae · 
T. eymae · 
T. fasciculata · 
T. fastuosa · 
T. fischeri · 
T. fragrans · 
T. geoffrayi · 
T. gibsonii · 
T. gracilis · 
T. graminifolia · 
T. grandiflora (Grootbloemige thunbergia)  · 
T. gregorii · 
T. guerkeana · 
T. hamata · 
T. hastata · 
T. hebecocca · 
T. hederifolia · 
T. heterochondros · 
T. hirsuta · 
T. holstii · 
T. huillensis · 
T. hyalina · 
T. ilocana · 
T. jayii · 
T. kangeanensis · 
T. kirkiana · 
T. kirkii · 
T. laborans · 
T. lacei · 
T. laevis · 
T. lancifolia · 
T. lathyroides · 
T. laurifolia · 
T. liebrechtsiana · 
T. maculata · 
T. masisiensis · 
T. mechowii · 
T. microchlamys · 
T. mildbraediana · 
T. mufindiensis · 
T. mysorensis (Mysore-winde) · 
T. natalensis · 
T. petersiana · 
T. pondoensis · 
T. purpurata · 
T. pynaertii · 
T. quadrialata · 
T. quadricostata · 
T. richardsiae · 
T. rufescens · 
T. ruspolii · 
T. schimbensis · 
T. stelligera · 
T. trachychlamys · 
T. vogeliana · 
...